# Upperleft
Upperleft株式会社（アッパーレフト、英: Upperleft Co.）は、輸入卸売事業や海外進出および海外取引のコーディネート業を行う日本の貿易会社である。Upperleftが主に展開するのは、アメリカ合衆国のメーカー、ボブズレッドミルナチュラルフーズ（Bob's Red Mill Natural Foods, Inc.）の輸入総代理店業務、ナチュラルおよびオーガニック製品の輸入および卸売業、食品および製品の輸入および卸売業である。